# Tracy
Tracy  è un nome proprio di persona inglese maschile e femminile.

## Varianti
- Femminili: Tracee[1], Tracey[1], Traci[1], Tracie[1]
- Maschili: Tracey[1]
  - Diminutivi: Trace[1]

## Origine e diffusione
Riprende un cognome inglese, a sua volta derivante da un toponimo normanno che significa "tracio" (nel senso di "luogo sotto il dominio di Tracio"). Viene in alcuni casi usato come diminutivo per il nome Teresa.
Venne usato da Dickens per un personaggio maschile ne Il circolo Pickwick, del 1837, e acquisì valenza anche femminile grazie al personaggio di Tracy Lord dal film del 1940 Scandalo a Filadelfia.

## Onomastico
Non vi sono santi chiamati Tracy, quindi il nome è adespota e l'onomastico ricade il giorno di Ognissanti, il 1º novembre. Alternativamente si può festeggiare lo stesso giorno di Teresa, di cui può costituire un diminutivo.

## Persone

### Femminile

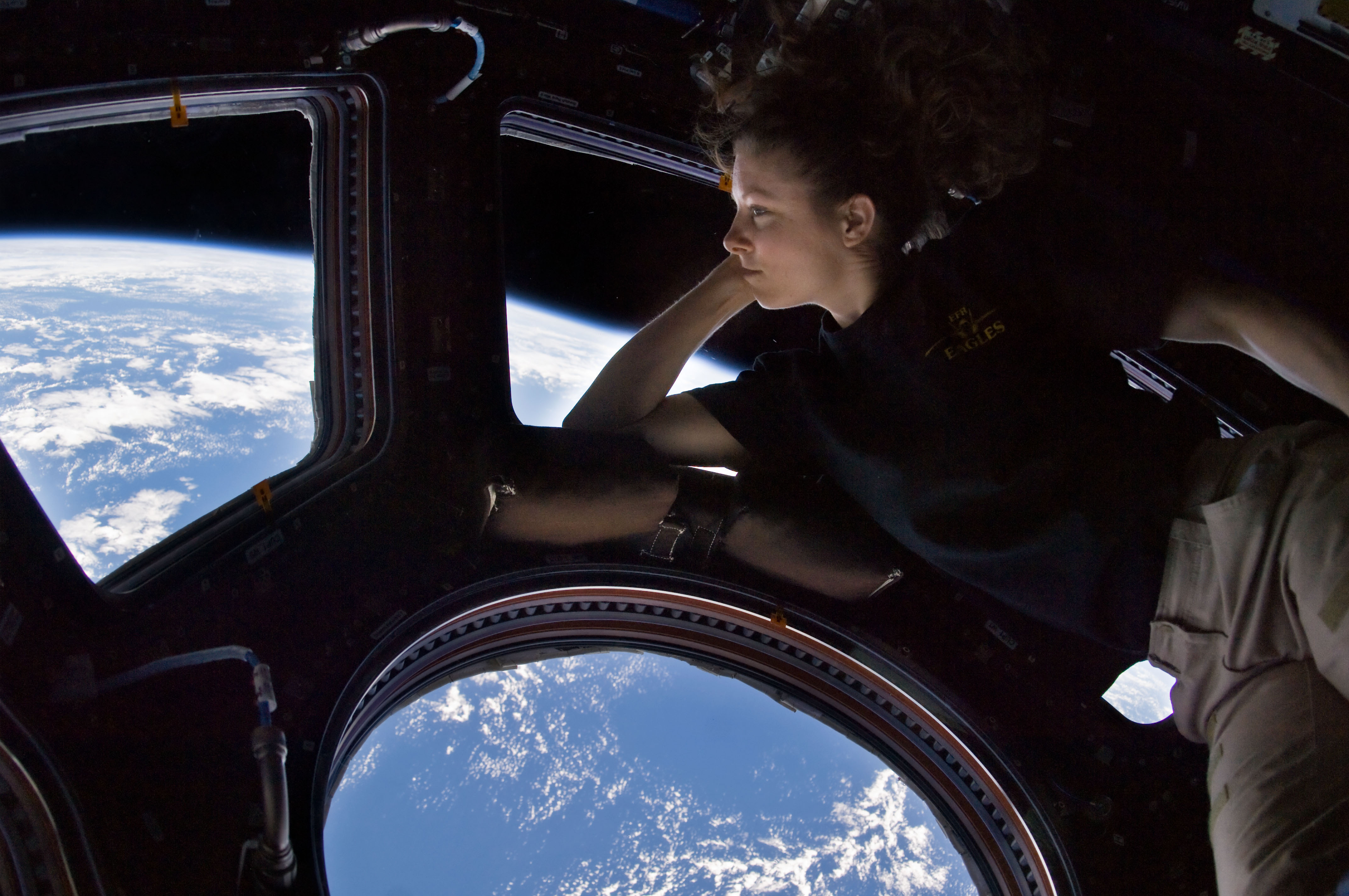
Tracy Caldwell

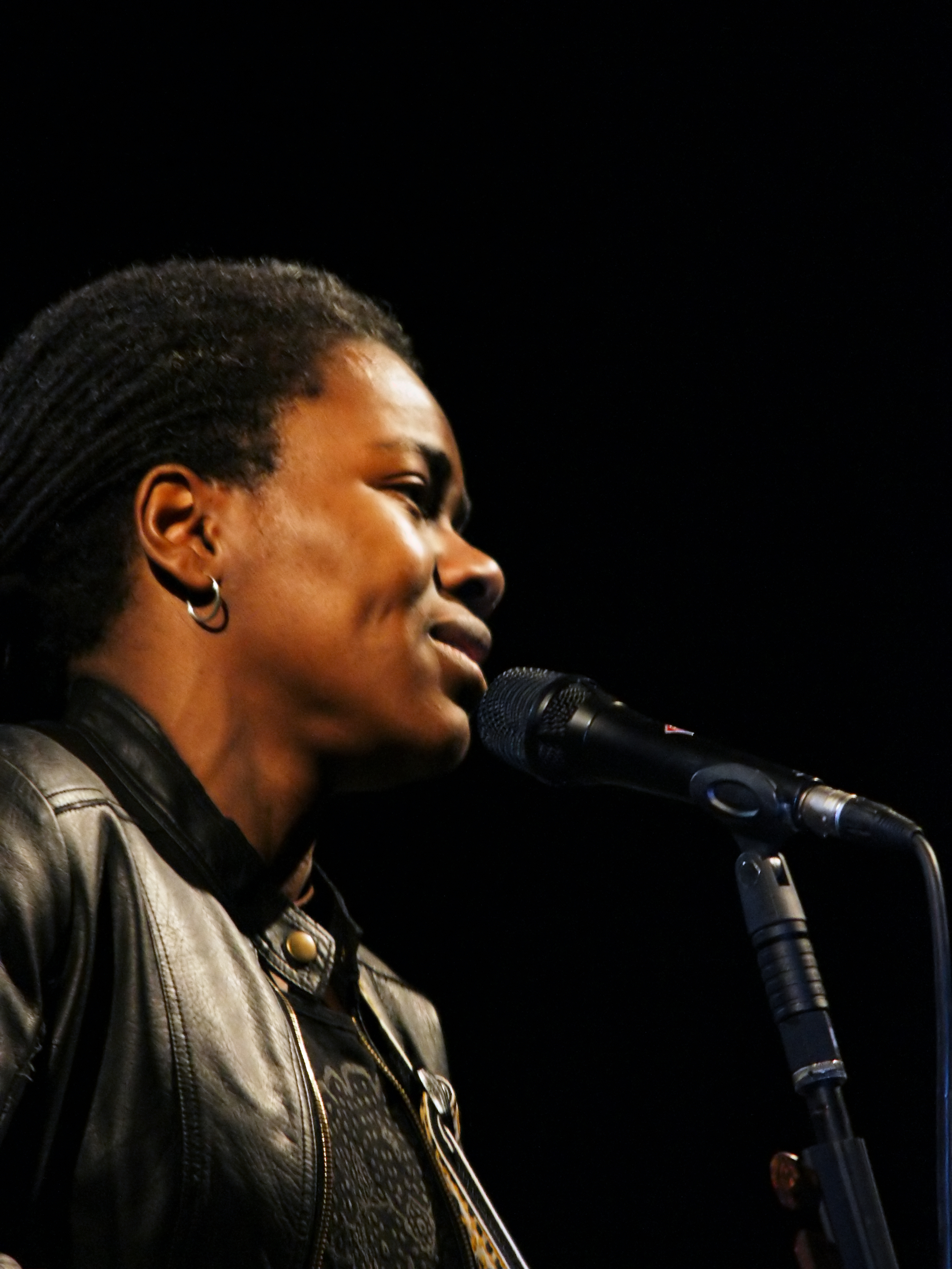
Tracy Chapman

- Tracy Austin, tennista statunitense
- Tracy Brookshaw, wrestler e valletta canadese
- Tracy Caldwell, astronauta e chimica statunitense
- Tracy Cameron, canottiera canadese
- Tracy Caulkins, nuotatrice statunitense
- Tracy Chapman, cantautrice statunitense
- Tracy Chevalier, scrittrice statunitense
- Tracy Hogg, infermiera inglese
- Tracy Camilla Johns, attrice statunitense
- Tracy Melchior, attrice statunitense
- Tracy Moseley, biker britannica
- Tracy Nelson, attrice statunitense
- Tracy Pollan, attrice statunitense
- Tracy Reid, cestista statunitense
- Tracy Scoggins, attrice statunitense
- Tracy Spencer, cantante inglese
- Tracy Stalls, pallavolista statunitense
- Tracy-Louise Ward, attrice britannica

### Variante femminile Tracey

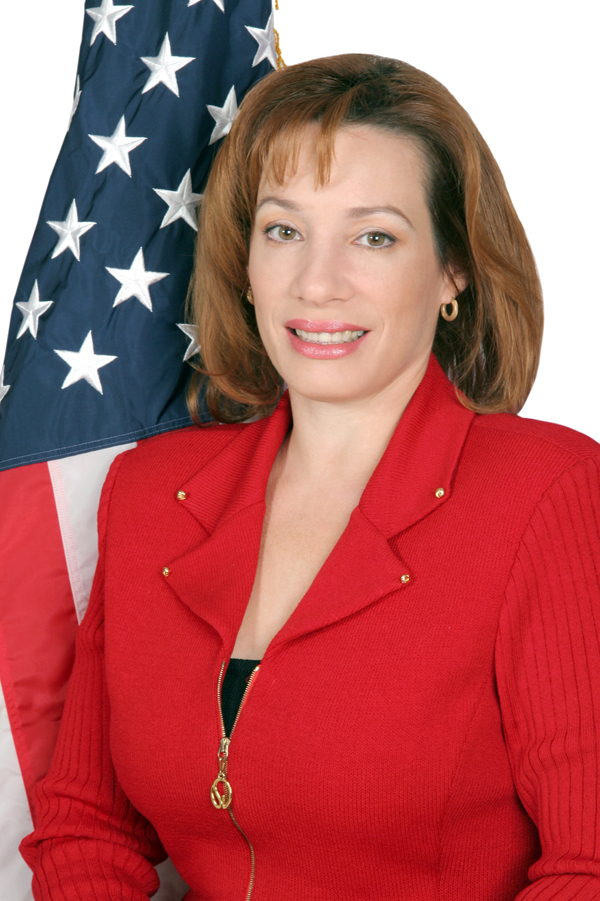
Tracey Ann Jacobson

- Tracey Adams, pornoattrice statunitense
- Tracey Hannah, biker australiana
- Tracey Ann Jacobson, politica e ambasciatrice statunitense
- Tracey McFarlane, nuotatrice statunitense
- Tracey Moffatt, artista e fotografa australiana
- Tracey Needham, attrice statunitense
- Tracey Rose, artista sudafricana
- Tracey Thorn, cantautrice inglese
- Tracey Ullman, attrice e cantante britannica naturalizzata statunitense

### Variante femminile Traci

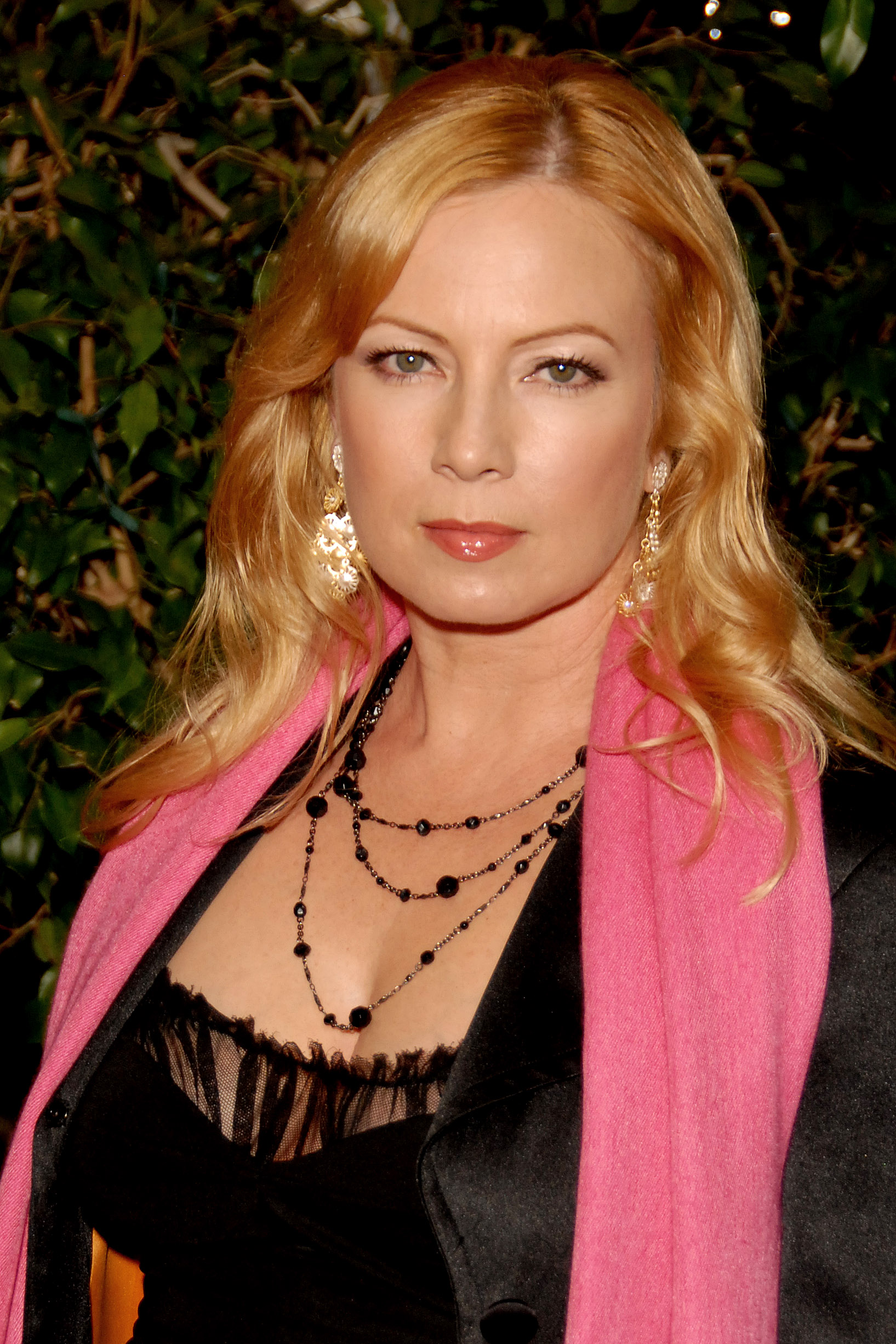
Traci Lords

- Traci Bingham, attrice statunitense
- Traci Lords, attrice statunitense

### Altre varianti femminili
- Tracie Thoms, attrice statunitense

### Maschile

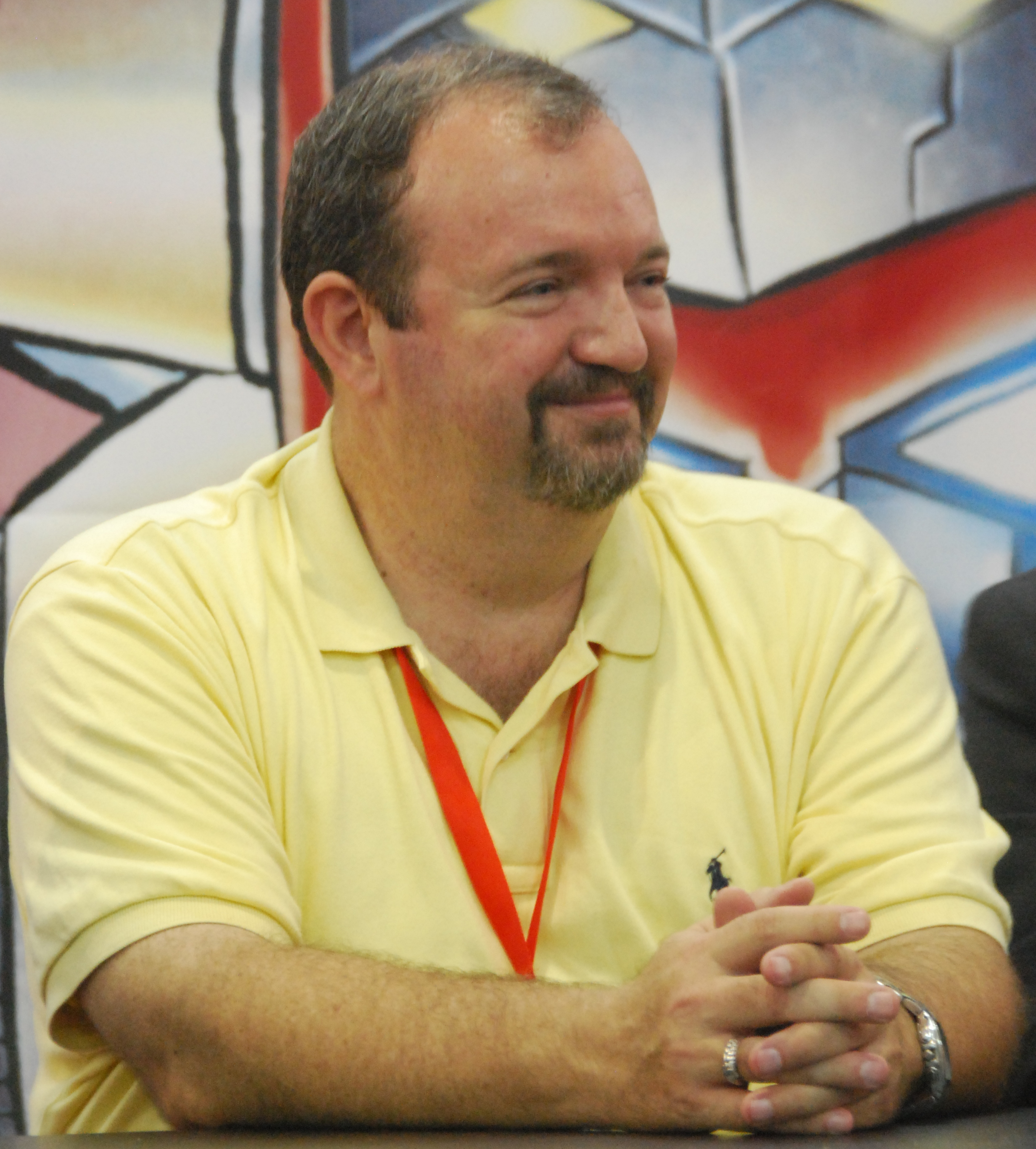
Tracy Hickman

- Tracy Hall, chimico e fisico statunitense
- Tracy Hickman, scrittore e autore di giochi statunitense
- Tracy Jackson, cestista statunitense
- Tracy Jaeckel, schermidore statunitense
- Tracy McGrady, cestista statunitense
- Tracy Moore, cestista statunitense
- Tracy Morgan, attore e comico statunitense
- Tracy Murray, cestista e allenatore di pallacanestro statunitense
- Tracy Ulrich, vero nome di Tracii Guns, chitarrista statunitense

### Variante maschile Trace
- Trace Adkins, cantautore e attore statunitense
- Trace Cyrus, chitarrista e cantante statunitense

## Il nome nelle arti
- Tracy è un personaggio della serie televisiva Tracy e Polpetta.
- Tracee è un personaggio della serie televisiva I Soprano.
- Tracy Bond è un personaggio del romanzo di Ian Fleming Al servizio segreto di sua maestà e del film del 1969 da esso tratto Agente 007 - Al servizio segreto di Sua Maestà, diretto da Peter R. Hunt.
- Tracey Sketchit è un personaggio della serie Pokémon.
- Tracy Strauss, è un personaggio della serie televisiva Heroes.
- Tracy Tupman è un personaggio del romanzo di Charles Dickens Il Circolo Pickwick.
- Dick Tracy è il protagonista della serie a fumetti di Chester Gould e del film omonimi.

## Toponimi
- 3532 Tracie è un asteroide della fascia principale, che prende il nome dalla moglie dello scopritore Gregory Ojakangas.